# Christiern Pedersen
Christiern Pedersen (Helsingør, 1480 – Helsingør, 16 gennaio 1554) è stato un teologo danese.
Studente a Parigi, redasse nel 1510 il Vocabolarium ad usum Danorum e nel 1514 diede una pregevole edizione delle Gesta Danorum di Saxo Grammaticus.
Nel 1550 pubblicò la cosiddetta Bibbia di Cristiano III.